# Голос Столиці
«Голос Столиці» — Київська місцева недержавна музично-розважальна радіостанція.
Радіостанція належить до ЗАТ «Український Медіа Холдинг» (радіостанції «Авторадіо», «Lounge FM», «Ретро FM», «NRJ», «Джем FM», «Наше радіо», «П'ятниця»), засновник — Ложкін Борис Євгенович.

## Історія
З листопада 2010 року була радіостанцією «Голос Столиці презентує радіо „Динамо“».
З 1 листопада 2019 року радіостанція тимчасово призупинила роботу до покращення "матеріального становища радіогрупи УМХ", В ефірі радіостанції лунають переважно новинні блоки та музика.
21 грудня 2019 року радіостанція припинила своє мовлення, поступившись місцем «Lounge FM», яка внаслідок судових справ з Нацрадою втратила свою колишню частоту (99,4 МГц).

## Вміст ефіру
В ефірі: ексклюзивні інтерв'ю, думки експертів, включення наших кореспондентів з місця події, думки оглядачів «Голосу столиці», авторські програми. Новини — кожні 15 хвилин.
Запрошують учасників: представники політикуму, народні депутати, міністри, бізнесмени і топ-менеджери, лідери громадських організацій, іноземні та вітчизняні експерти, діячі культури і цікаві особистості.

## Технічні реквізити
- Частота (МГц): 106. Раніше на цій частоті мовили радіостанції «Душевне Радіо» та «Доросле Радіо», ще раніше радіостанція «Киевские Ведомости».
- Потужність (кВт): 1
- Нас. пункт: Київ
- Розташування: вул. Олегівська 34-Б, вежа AT «РАТЕЛ»
- RDS: Golos / Stolytsi
- Загальна кількість частотних присвоєнь — 1
- Загальна потужність мережі — 1 кВт
- Загальна кількість регіонів — 1

## Адміністративні реквізити
- Юридична особа: ТзОВ Телерадіокомпанія “Киевские ведомости” - телерадіоефір”
- Фактична адреса: вул. Л. Первомайського, буд. 6, м. Київ, 01133
- Юридична адреса: вул. Фрунзе, 104 „с”, м. Київ, 04080
- код ЄДРПОУ: 23384871
- Директор: Бречко Володимир Олександрович
- Власник: ТОВ «УКРАЇНСЬКИЙ МЕДІА ХОЛДІНГ», частка статутного фонду – 50%; - Ашкеназі Леонід Борисович, громадянин України, частка статутного фонду – 20%; - Суркіс Світлана Григорівна, громадянка України, частка статутного фонду – 18%; - Ковалик Поліна Олександрівна, громадянка України, частка статутного фонду – 12%.
- Кінцевий власник: 50% – Бредлі Метью Адріан, 12% – Поліна Ковалик, 18% – Світлана Суркіс, 20% – Леонід Ашкеназі